# Koldamäe
Koldamäe est un village de 3 habitants de la Commune de Iisaku du Comté de Viru-Est en Estonie. 